# Женская сборная Казахстана по кёрлингу
Женская сборная Казахстана по кёрлингу — представляет Казахстан на международных соревнованиях по кёрлингу. Управляющей организацией выступает Ассоциация кёрлинга Казахстана (англ. Kazakhstan Curling Association).

## Результаты выступлений

### Зимние Азиатские игры
| Год  | Место          | И              | В              | П              | Состав (четвёртый/скип, третий, второй, первый, запасной, тренер)                                                                               |
| ---- | -------------- | -------------- | -------------- | -------------- | --- |
| 2003 | не участвовали | не участвовали | не участвовали | не участвовали | не участвовали |
| 2007 | 4              | 6              | 0              | 6              | Екатерина Горкуша (скип), Ольга Тен, Ольга Зайцева, Наргиз Исаева, запасной: Марина Лисовая, тренеры: Александр Лукьянец, Виктор Ким            |
| 2017 | 4              | 6              | 1              | 5              | Рамина Юничева (скип), Анастасия Сургай, Камила Баканова, Diana Torkina, запасной: Ситора Аллиярова, тренер: Дэниел Ким                         |
| 2025 | 4              | 10             | 5              | 5              | Tilsimay Alliyarova (4-й), Yekaterina Kolykhalova, Merey Tastemir, Ангелина Эбауэр (скип), запасной: Regina Ebauyer, тренер: Amanzhol Tulegenov |

### Панконтинентальные чемпионаты
| Год  | Место          | И              | В              | П              | Состав (четвёртый/скип, третий, второй, первый, запасной, тренер)                                                                  |                |
| ---- | -------------- | -------------- | -------------- | -------------- | --- | -------------- |
| 2022 | 7              | 8              | 2              | 6              | Yekaterina Kolykhalova, Ангелина Эбауэр (скип), Tilsimay Alliyarova, Regina Ebauyer , запасной: Merey Tastemir, тренер: Аллан Мур  |                |
| 2023 | не участвовали | не участвовали | не участвовали | не участвовали | не участвовали | не участвовали |
| 2024 | 11             | 9              | 7              | 2              | Tilsimay Alliyarova, Yekaterina Kolykhalova, Ангелина Эбауэр (скип), Merey Tastemir, запасной: Yana Ebauyer, тренер: Антон Батугин |                |

### Тихоокеанско-Азиатские чемпионаты
| Год       | Место          | И              | В              | П              | Состав (четвёртый/скип, третий, второй, первый, запасной, тренер)                                                                          |
| --------- | -------------- | -------------- | -------------- | -------------- | --- |
| 1991—2003 | не участвовали | не участвовали | не участвовали | не участвовали | не участвовали |
| 2012      | 6              | 10             | 1              | 9              | Ольга Тен (скип), Olga Zaitseva, Nadira Yunussova, Marina Destryakova, запасной: Jane Kim, тренеры: Александр Орлов, Виктор Ким            |
| 2013—2014 | не участвовали | не участвовали | не участвовали | не участвовали | не участвовали |
| 2015      | 4              | 11             | 2              | 9              | Ольга Тен (скип), Olga Panina, Nargiz Issayeva, Regina Lankina, запасной: Anastassya Spirikova, тренер: Виктор Ким                         |
| 2016      | 7              | 7              | 1              | 6              | Рамина Юничева (скип), Анастасия Сургай, Камила Баканова, Diana Torkina, запасной: Ситора Аллиярова, тренер: Виктор Ким                    |
| 2017      | не участвовали | не участвовали | не участвовали | не участвовали | не участвовали |
| 2018      | 5              | 6              | 2              | 4              | Ситора Аллиярова (скип), Anastassiya Spirikova, Ангелина Эбауэр, Regina Ebauyer, запасной: Yekaterina Kolykhalova, тренер: Виктор Ким      |
| 2019      | 7              | 7              | 2              | 5              | Ситора Аллиярова (скип), Anastassiya Spirikova, Ангелина Эбауэр, Yekaterina Kolykhalova, запасной: Tilsimay Alliyarova, тренер: Эркки Лилл |
| 2021      | 3              | 7              | 2              | 5              | Ангелина Эбауэр (скип), Ситора Аллиярова, Tilsimay Alliyarova, Regina Ebauyer, запасной: Ayazhan Zhumabek, тренер: Эркки Лилл              |

### Чемпионаты Европы
| Год       | Место          | И              | В              | П              | Состав (четвёртый/скип, третий, второй, первый, запасной, тренер)                                                       |
| --------- | -------------- | -------------- | -------------- | -------------- | --- |
| 1975—2003 | не участвовали | не участвовали | не участвовали | не участвовали | не участвовали |
| 2004      | 21             | 5              | 0              | 5              | Olga Zaitseva (скип), Nadira Yunussova, Ольга Тен, Yekaterina Gorkusha, запасной: Bibigul Mambetova, тренер: Wayne Kiel |
| 2005      | 21             | 6              | 1              | 5              | Yekaterina Gorkusha (скип), Ольга Тен, Nadira Yunussova, Olga Zaitseva, запасной: Tatyana Tarassove, тренер: Виктор Ким |
| 2006—2007 | не участвовали | не участвовали | не участвовали | не участвовали | не участвовали |

В чемпионатах Европы 2004—2005 сборная Казахстана выступала в дивизионе «В». В колонке Место указаны итоговые позиции команды с учётом общей классификации.

### Универсиады
| Год       | Место          | И              | В              | П              | Состав (четвёртый/скип, третий, второй, первый, запасной, тренер)                                                        |
| --------- | -------------- | -------------- | -------------- | -------------- | --- |
| 2003—2015 | не участвовали | не участвовали | не участвовали | не участвовали | не участвовали |
| 2017      | 10             | 9              | 0              | 9              | Рамина Юничева (скип), Анастасия Сургай, Камила Баканова, Ситора Аллиярова, запасной: Зарина Кахарова, тренер: Ольга Тен |